# Ozero Tjermistsa
Ozero Tjermistsa (ryska: Озеро Чермисца) är en sjö i Belarus.   Den ligger i voblasten Vitsebsks voblast, i den norra delen av landet, 230 km nordost om huvudstaden Minsk. Ozero Tjermistsa ligger 155 meter över havet. Den sträcker sig 0,9 kilometer i nord-sydlig riktning, och 0,3 kilometer i öst-västlig riktning.
I omgivningarna runt Ozero Tjermistsa växer i huvudsak blandskog. Runt Ozero Tjermistsa är det ganska tätbefolkat, med 72 invånare per kvadratkilometer.